# Libanonci
Libanonci so prebivalci Libanona. Zaradi svoje bogate zgodovine je prebivalstvo sestavljeno iz mešanice etničnih skupin. Ker je uradni jezik arabščina, se večina ljudi opredeljuje za Arabce.
Verske in etnične skupine običajno dokaj sovpadajo. Tako so v Libanonu maronitski kristjani, grški pravoslavci, suniti, druzi, alaviti, v manjšinah pa so zastopani še libanonski Armenci, Kurdi, Asirci, Judi in Perzijci. V Libanonu je trenutno tudi več sto tisoč beguncev iz palestinskih območij in veliko delavcev iz Sirije.